# Wojciech Korejwa
Wojciech Korejwa herbu Dębno (ur. w XIV w., zm. w XV w.) – bojar litewski, adoptowany podczas unii horodelskiej (1413).
Tytułował się mianem z Sowgotska.

## Życiorys

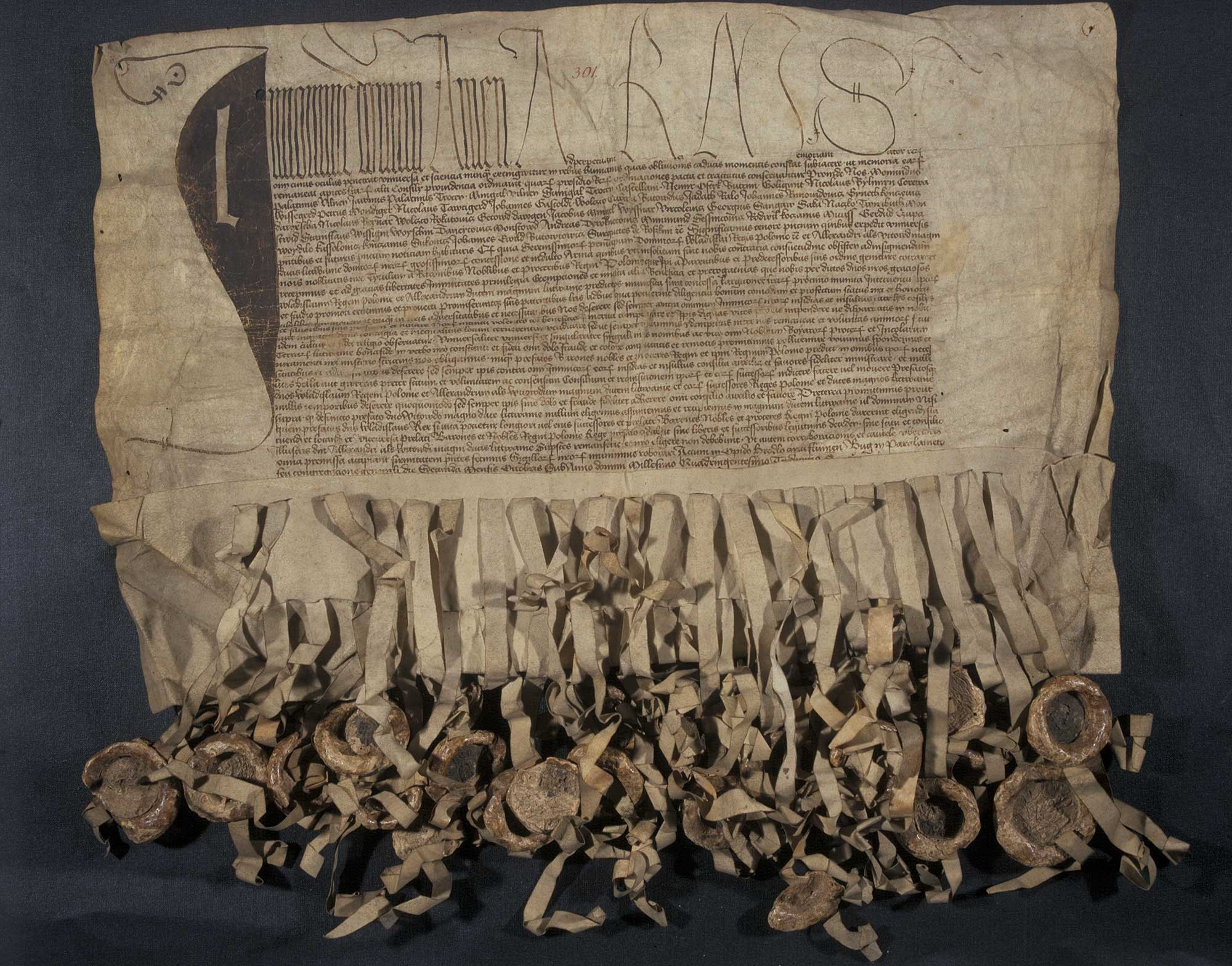
Dokument unii horodelskiej z 1413 roku z przyczepionymi pieczęciami

Korejwa był postacią historycznie mało znaną. Aktem unii horodelskiej zawartej w 1413 roku adoptowany do herbu Dębno. Ród Dębnów reprezentował i przywiesił do aktu swą pieczęć Dobiesław z Oleśnicy.

### Życie prywatne
Jego imię (Korejwa) na Litwie było dość rozpowszechnione i daje się je stwierdzić u kilku rodów (np. u Giedrojciów). Na jego pochodzenie może rzucać światło jego rodzinne Sowgotsko (Sowgodsko, Sanguniszki). Nie ulega bowiem wątpliwości, że jest dana miejscowość tożsama z osadą Sowguttendorf, która wspomniana jest w opisie jednej z krzyżackich rejz, jako leżąca w pobliżu Kiernowa. Nazwa ta pozostaje również niewątpliwie w związku z imieniem Sowgut, które to nosi bojar litewski wspomnianej w innej znów rejzie z roku 1386, jako mieszkaniec wsi Girstawtendorff. Władysław Semkowicz spekuluje, że zważywszy na dane fakty można by wnieść, że Korejew był synem Sowguta, a wnukiem Girstawta.